# 维什内韦 (维什内韦市镇)
48°26′11″N 33°54′59″E / 48.43639°N 33.91639°E

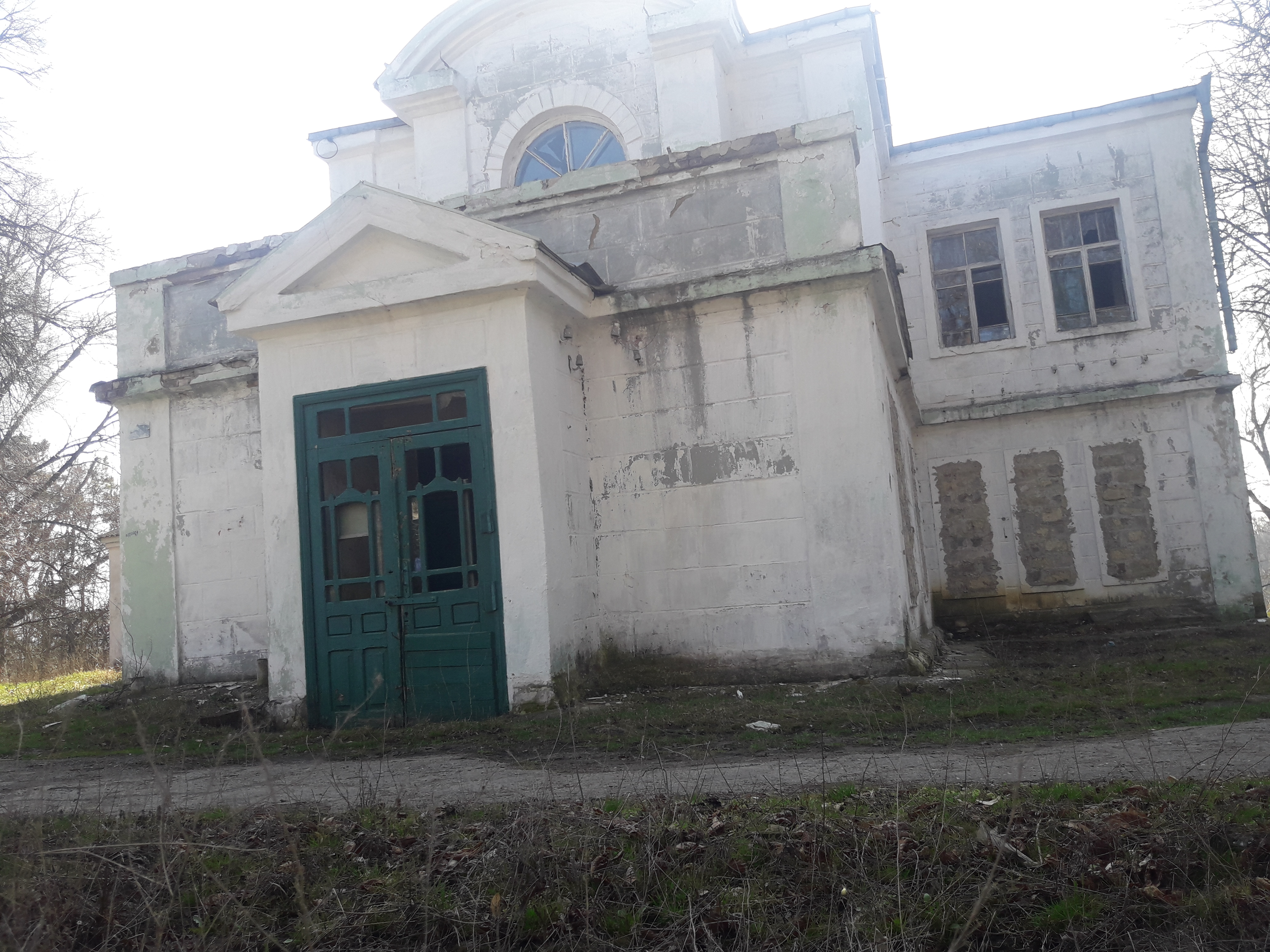
旧房子

維什內韋，是位於烏克蘭中部的市級鎮，由第聶伯羅彼得羅夫斯克州裡卡姆揚斯凱區的維什內韋市鎮負責管轄。該鎮處於皮亞季哈特基以東，面積1.14平方公里，2001年人口2,559，人口密度每平方公里2,245人。